# Bender-Gletscher
Der Bender-Gletscher ist ein breiter Gletscher im westantarktischen Ellsworthland. Er fließt im südlichen Abschnitt der Sentinel Range des Ellsworthgebirges vom Mount Atkinson und Mount Craddock in südlicher Richtung zum Nimitz-Gletscher.
Das Advisory Committee on Antarctic Names benannte ihn 2006 nach dem US-amerikanischen Paläoklimatologen Michael L. Bender (* 1943) von der Princeton University, dessen seit 1984 andauernden Forschungen zum Wechsel zwischen Warm- und Eiszeiten sowie zum Kohlenstoffzyklus entscheidende Beiträge zum Verständnis der Klimageschichte liefern.